# Виктор Каплан
Виктор Каплан (Мјурцушлаг, 27. новембар 1876 — Унтерах ам Атерсе, 23. август 1934) је био аустријски инжењер и изумитељ Капланове турбине.

## Живот
Каплан је рођен 27. новембра 1876. у Мјурцушлагу, Аустрија у породици железничког радника.
Завршио је средњу школу у Бечу 1895, након чега је похађао Технички универзитет у Бечу, где је студирао нискоградњу и специјализовао се за дизел моторе.
Од 1900. до 1901. је служио војну службу у Пули.
Након послова у Бечу и специјализације на моторима, Каплан се преселио на Технички универзитет у Брну ради спровођења истраживања на Институту грађевинарства.
Он је провео наредне три деценије свог живота у Брну, и готово сви његови изуми и истраживања су повезани са његовим професорским стажом тамо.
Постао је редовни професор 1909. године.
Године 1912. је објавио свој најистакнутији рад: Капланова турбина, о револуционарној воденој турбини која је посебно опремљена за производњу електричне енергије из великих токова.
Од 1912. до 1913. је добио четири патента за такве турбине.
Године 1913. именован је шеф Института за водене турбине.
Прве Капланове турбине су изграђене 1918. у Доњој Аустрији.
Након успеха прве Капланове турбине, почеле су се користи широм света и до данас су остале једна од најкоришћенијих врста водених турбина.
У 1926. и 1934. Каплан је примио почасне докторате.
Умро од можданог удара 23. августа 1934. у месту Унтерах ам Атерсе, у Аустрији.